# Шаван сир л'Етан
Шаван сир л'Етан (фр. Chavannes-sur-l'Étang) насеље је и општина у источној Француској у региону Алзас, у департману Горња Рајна која припада префектури Алткирх.
По подацима из 2011. године у општини је живело 645 становника, а густина насељености је износила 106,79 становника/km². Општина се простире на површини од 6,04 km². Налази се на средњој надморској висини од 360 метара (максималној 373 m, а минималној 345 m).

## Демографија
| 1962. | 1968. | 1975. | 1982. | 1990. | 1999. | 2011. |
| ----- | ----- | ----- | ----- | ----- | ----- | ----- |
| 334   | 340   | 314   | 342   | 374   | 436   | 645   |

График промене броја становника у току последњих година